# Стасівська сільська рада
Стасівська сільська рада — колишній орган місцевого самоврядування у Диканському районі Полтавської області з центром у селі Стасі.

## Населені пункти
Сільраді були підпорядковані населені пункти:
- c. Стасі
- с. Гавронці
- с. Глоди
- с. Кам'янка
- с. Михайлівка
- с. Слиньків Яр

## Історія
На 1946 рік сільраді були підпорядковані с. Гавронці, с. Кам'янка, с. Михайлівка, с. Стасі, х. Брусія, х. Глоди, х. Перекоп, х. Слиньків  Яр 